# Progomphus formalis
Progomphus formalis är en trollsländeart som beskrevs av Jean Belle 1973. Progomphus formalis ingår i släktet Progomphus och familjen flodtrollsländor. Inga underarter finns listade i Catalogue of Life.